# Rhyacopsyche flinti
Rhyacopsyche flinti is een schietmot uit de familie Hydroptilidae. De soort komt voor in het Neotropisch gebied.